# Galeana, Chiapas
Galeana är en ort i Mexiko.   Den ligger i kommunen La Independencia och delstaten Chiapas, i den sydöstra delen av landet, 800 km öster om huvudstaden Mexico City. Galeana ligger 1 528 meter över havet och antalet invånare är 865.
Terrängen runt Galeana är en högslätt. Runt Galeana är det ganska glesbefolkat, med 43 invånare per kvadratkilometer. Närmaste större samhälle är Las Margaritas, 9,9 km norr om Galeana. I omgivningarna runt Galeana växer huvudsakligen savannskog.